# هیپودامیا (همسر پیریتوس)

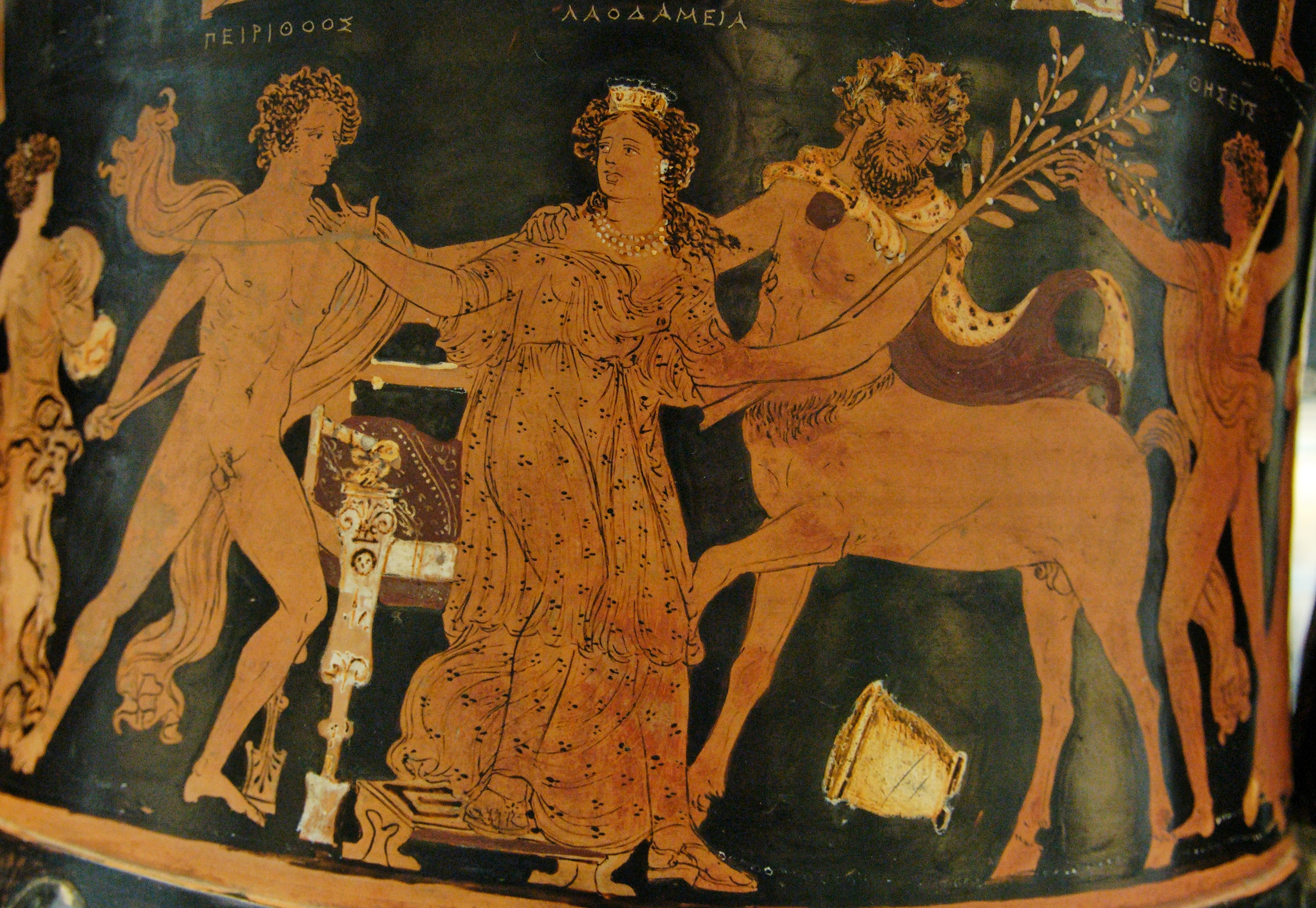
تصویری از پیریتوس

هیپودامیا (به یونانی: Ἱπποδάμεια) در اسطوره‌های یونان، همسر پیریتوس است.
در مراسم ازدواجشان، کنتاروس سعی کردند عروس و زنان لاپیت را بربایند. جنگی در گرفت و در آن لاپیت‌ها به کمک تسئوس، کنتاروس را شکست دادند.